# شاهین پاسرخ
شاهین پاسرخ (نام علمی: Falco vespertinus) یک پرنده شکاری از تیرهٔ شاهینیان است. این پرنده پرنده‌ای اجتماعی است و زیستگاه آن دشتهای درخت دار مو، کشتزارها و تالابهایی که پوشش بوته‌ای دارند است. در ایران نیز یافت می‌شود.

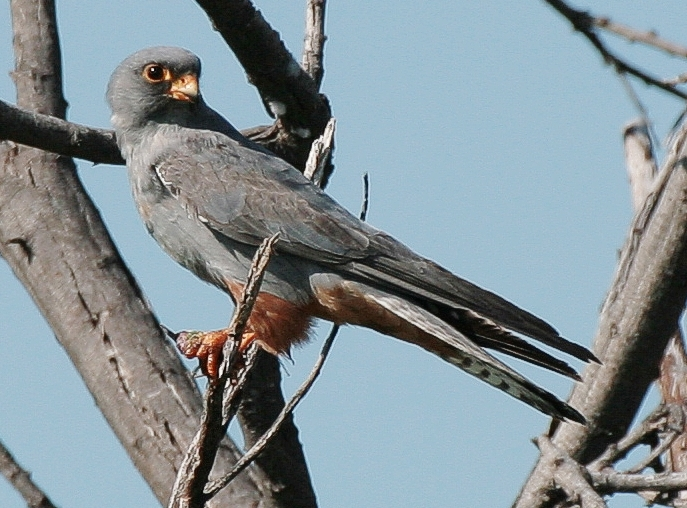
نر بالغ

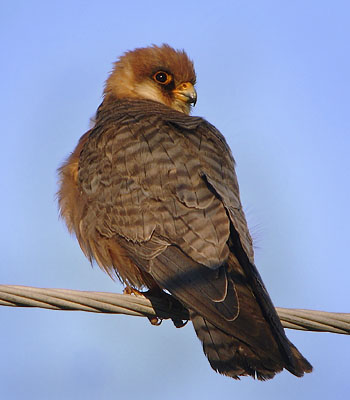
ماده بالغ

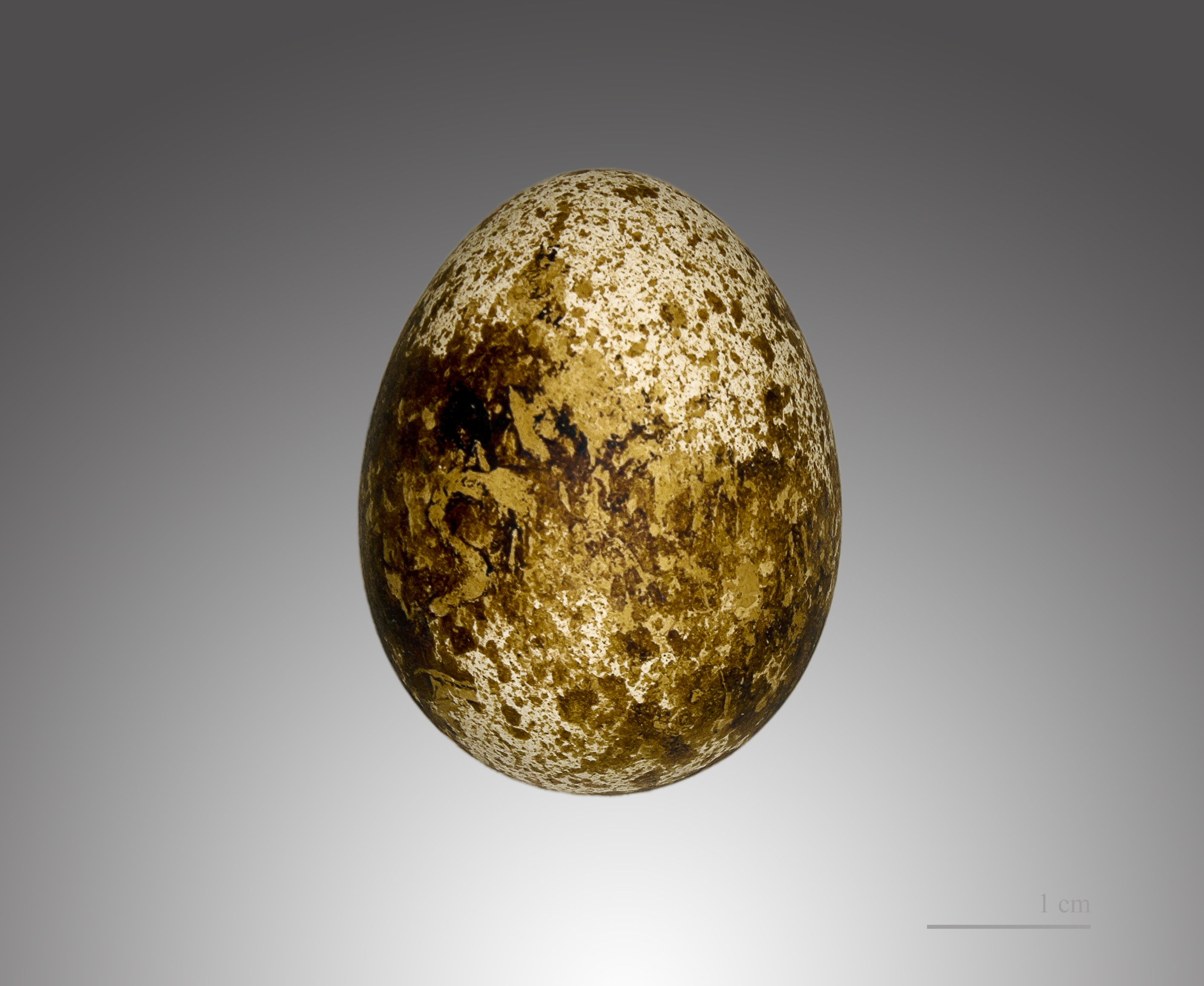
Falco vespertinus